# Nælde
Slægten Nælde (Urtica) er udbredt i Europa, Nordafrika og Asien. Det er urter med opret vækst og modsatte blade. Nælderne har specialiserede hår, kaldet "brændhår". 

## Arter
Arter, som er vildtvoksende i Danmark:
- Stor nælde (Urtica dioica)
- Liden nælde (Urtica urens)
- Sumpnælde (Urtica kioviensis)